# Pilocrocis ptochura
Pilocrocis ptochura là một loài bướm đêm trong họ Crambidae.